# Хэйг, Роберт
Роберт Ирвин Хэйг (англ. Robert Irwin Haigh, 27 марта 1945, Аделаида, Австралия) — австралийский хоккеист (хоккей на траве), полузащитник. Серебряный призёр летних Олимпийских игр 1968 и 1976 годов.

## Биография
Роберт Хэйг родился 27 марта 1945 года в австралийском городе Аделаида.
В 1964—1976 годах играл в хоккей на траве за «Вудвилл» из Южной Австралии.
В 1968 году вошёл в состав сборной Австралии по хоккею на траве на Олимпийских играх в Мехико и завоевал серебряную медаль. Играл на позиции полузащитника, провёл 8 матчей, мячей не забивал.
В 1972 году вошёл в состав сборной Австралии по хоккею на траве на Олимпийских играх в Мюнхене, занявшей 5-е место. Играл на позиции полузащитника, провёл 9 матчей, мячей не забивал.
В 1976 году вошёл в состав сборной Австралии по хоккею на траве на Олимпийских играх в Монреале и завоевал серебряную медаль. Играл на позиции полузащитника, провёл 8 матчей, мячей не забивал. Был знаменосцем сборной Австралии на церемонии закрытия Олимпиады.
Участвовал в двух чемпионатах мира — в 1971 году в Барселоне и в 1975 году в Куала-Лумпуре.
В 1966—1976 годах провёл за сборную Австралии 99 матчей. В 1969—1974 годах был её вице-капитаном, в 1975-1976 годах — капитаном.
По окончании карьеры стал тренером. В 1980 году работал с командой Южной Австралии, в 1991—1997 годах тренировал юношеские команды штата, в 2001—2006 годах был тренером Южно-Австралийского спортивного института.
В 1981 году тренировал сборную Фиджи.
В 1997—2000 годах был помощником главного тренера женской сборной Австралии. В 2009-2014 годах работал селекционером мужской сборной Австралии.
Занимает пост вице-президента «Вудвилла».

## Увековечение
В 2008 году введён в Зал славы австралийского хоккея на траве.
В 2011 году введён в Зал спортивной славы Южной Австралии.
Именем Роберта Хэйга назван клубный спорткомплекс «Вудвилла».